# Sex Deviants
Sex Deviants je česká punková-rocková kapela z Rokycan.

## Historie
Skupina vznikla v roce 1996 fúzí kapel The Cože a Hodná Maruš. Složení kapely bylo podobné tomu nynějšímu však s Tomášem Kočím na postu kytaristy, Sváťou Vanišem za bicími a bez zpěvačky Oliny Peštové.
Zpočátku se kapela inspirovala skupinami The Exploited či Sex Pistols po příchodu zpěvačky Oliny Peštové se stala jejich hudba melodičtější. První demonahrávka kapely pochází z roku 1998 a jde o magnetofonovou kazetu Nečum, po jejímž nahrání z kapely odchází bubeník Sváťa Vaniš a za bicími ho vystřídal dosavadní kytarista Tomáš Kočí.
Po odchodu Štěpána Červenky na vojnu přichází na post druhého kytaristy Honza Nedoma, který hrál s kapelou až do roku 2001. V roce 2006 oslavila kapela 10 let své existence natočením singlu Kocourkov. V listopadu 2008 vychází kapele album Pozpátku. V roce 2014 vychází nové CD eponymní, tedy bez názvu.

## Aktuální sestava
- Štěpán Červenka – kytara, zpěv
- Petr Šilhánek – kytara, zpěv
- Milan "Hedřich" Hejduk – basová kytara, zpěv
- Tomáš Kočí – bicí, zpěv

## Diskografie
- Nečum (1998, demo)
- Punkémon (2001)
- Cesta do očí (2003)
- Obrázky všedních zpráv (2005)
- Pozpátku (2008)
- Známý interpret (2014)
- Za jinej svět (2020)